# Koalla
Pour les articles ayant des titres homophones, voir Koala et Coalla.
Koalla, parfois orthographié Koala, est une localité située dans le département de Yako de la province du Passoré dans la région Nord au Burkina Faso.

## Géographie
Koalla se trouve à 16 km au sud du centre de Yako, le chef-lieu de la province, et à 4 km au sud-ouest de Bouboulou.

## Histoire
En août 2019, une action de reboisement du territoire villageois est mené par l'association Action africaine contre la misère (AAM) en collaboration avec l'ONG américaine Koom international avec la plantation de 1 000 arbres sur 1,5 ha avec l'objectif à terme de recréer une petite forêt locale

## Santé et éducation
Le centre de soins le plus proche de Koalla est le centre de santé et de promotion sociale (CSPS) de Bouboulou tandis que le centre médical avec antenne chirurgicale (CMA) de la province se trouve à Yako.